# خیابان

علامت خیابان در ایران

خیابان نوعی گذرگاه ارتباط دهنده است که معمولا عرضی بیشتر از کوچه دارد و اغلب قسمتی از بافت شهری می‌باشد که محل تردد یا عبور وسایل نقلیه یا عابرین است. در فضاهای شهری، خیابان‌ها جزء اموال عمومی شهرداری‌ها به‌شمار می‌آیند. به ساخت خیابان‌های جدید برای شهر و روستاها، خیابان‌کشی می‌گویند.
در دو سوی خیابان‌ها معمولاً پیاده‌روهایی ساخته می‌شود که با جدول‌هایی از بخش سواره‌رو جدا می‌شوند. خط‌کشی عابر پیاده، چراغ قرمز، و جوی آب و شبکه‌های فلزی بر روی جوی‌ها از تأسیساتی است که در بسیاری از خیابان‌ها دیده می‌شود.
در سطوح زیرین بسیاری از خیابان‌ها، برخی از تأسیسات شهری قرار گرفته از قبیل لوله‌های آب‌رسانی، خطوط برق و لوله‌های فاضلاب و غیره. زمانی که این تأسیسات نیاز به ترمیم یا تعمیر داشته باشد، بخشی از آسفالت خیابان‌ها به صورت نواره‌ای در مسیر این تأسیسات برداشته می‌شود، به این بخش، نوار حفاری گفته می‌شود. تراش روکش و شیارزنی آسفالت با دستگاه‌هایی نظیر دستگاه ویرتگن انجام می‌شود. پس از انجام تعمیرات، بر روی نوار حفاری آسفالت جدیدی ریخته می‌شود و با غلتک آن را مرمت و لکه‌گیری می‌کنند.
خیابان‌ها با عرض‌های مختلف ساخته می‌شوند و گاه اندازه پهنای خیابان در نام آن خیابان بازتاب می‌یابد، مانند خیابان بیست‌متری، سی‌متری و غیره (برای نمونه خیابان سی متری جی در غرب تهران و خیابان سی متری نیروی هوایی در شرق تهران). در بخش‌هایی از بافت‌های قدیمی‌تر برخی شهرها شهرداری‌ها تصمیم به ایجاد پهنای بیشتر برای روان‌سازی تردد در خیابان می‌کنند که به این کار تَعریض خیابان می‌گویند. تعریض خیابان‌ها از طریق مقرر کردن استاندارد جدیدی برای پهنای پیاده‌روها برای ساخت‌وسازهای جدید انجام می‌شود و برای این کار عملیاتی نیز به نام عملیات تَمَلُک به منظور خرید برخی واحدهای مسکونی در مسیر تعریض توسط شهرداری صورت می‌گیرد.

## ریشه شناسی واژه
واژه خیابان دو بخش خی و آبان فارسی است واژه خی از ریشه ی دو واژه ی فارسی خیک و مشک است.[۳]
واژه خیک در فارسی میانه خک است ( *xīg، *xēg، کیف چرمی ) خک مازندرانی ( xek ) را مقایسه کنید. با کاگی اسکاندیناوی قدیم ( "بشکه" ) همزاد. و واژه ی خک از ریشه ی واژه ی خوک فارسی است.[۴]

## خیابان های معروف تهران
- خیابان ولیعصر
- خیابان آزادی
- خیابان انقلاب
- خیابان دماوند
- خیابان پیروزی
- خیابان قزوین
- خیابان مولوی
- خیابان خیام
- خیابان شهید بهشتی
- خیابان سی متری جی
- خیابان سی متری نیروی هوایی
- خیابان سی متری نارمک
- خیابان چهل و پنج متری نارمک
- خیابان بیست متری افسریه
- خیابان خاوران
- خیابان هفده شهریور
- خیابان امام خمینی
- خیابان کارگر شمالی
- خیابان سی متری (کارگر جنوبی)
- خیابان ستارخان

## نگارخانه

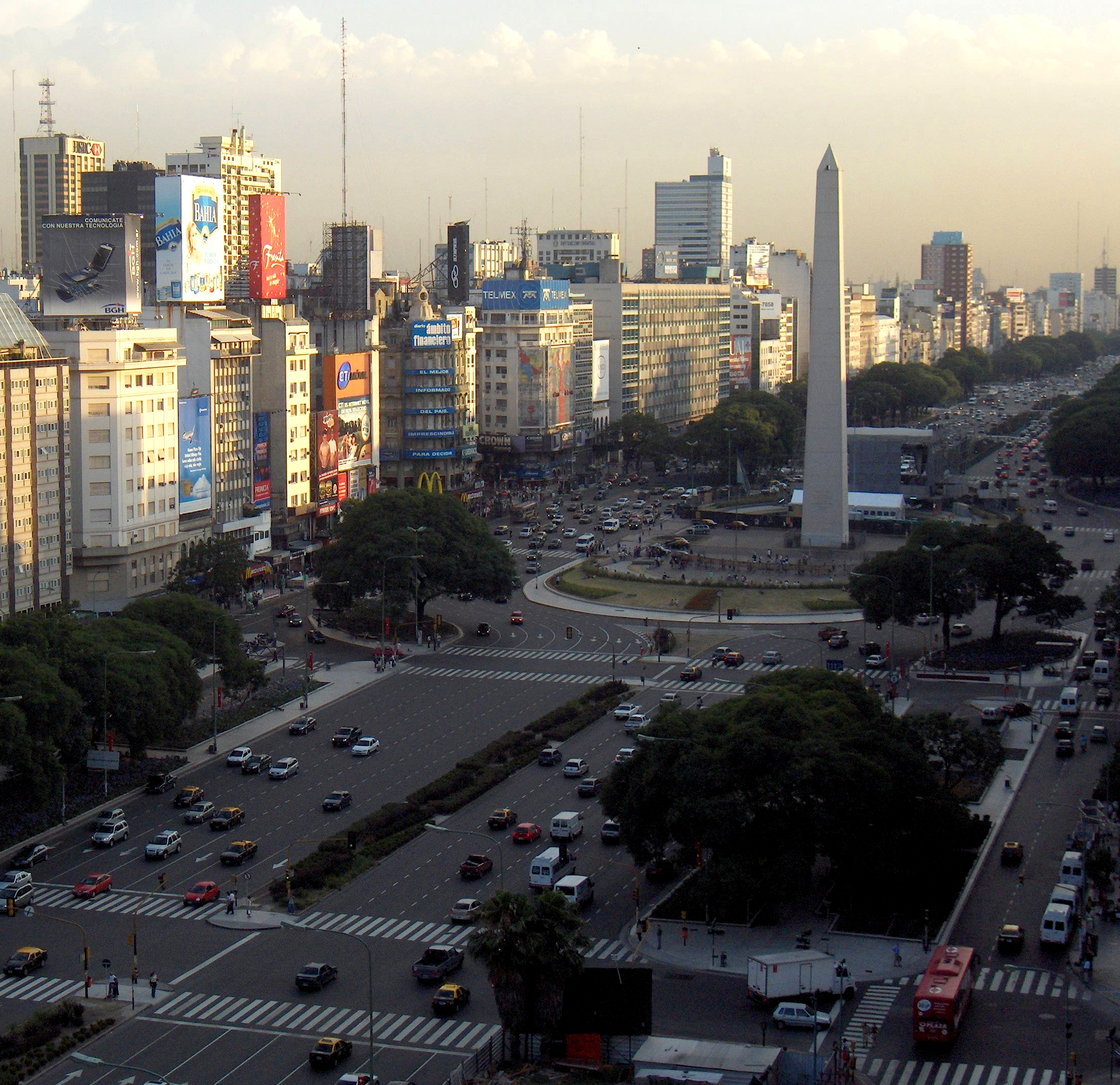
نهم جولای پهن‌ترین خیابان جهان در آرژانتین
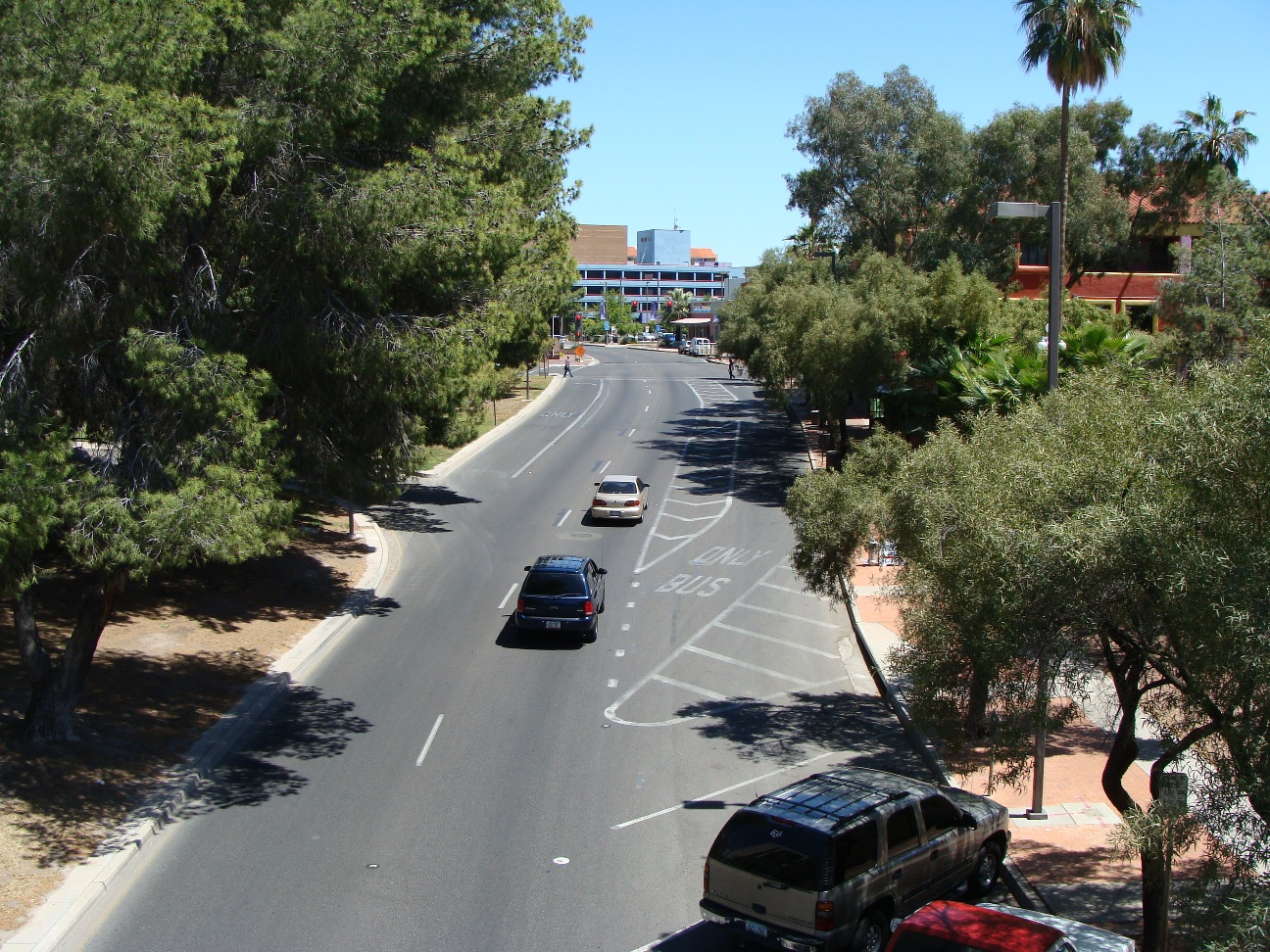
یک خیابان در مرکز شهر توسان در آریزونا. در تصویر این خیابان، خطوط خط‌کشی شده تردد منظم، مراتب و دارای خط ویژه اتوبوس، و فضای پارک مورب اتومبیل دیده می‌شود.